# Batalla de Bèroe
La batalla de Bèroe va ser un enfrontament entre els petxenegs i Joan II Comnè, l'emperador romà d'Orient, el 1122, a Bèroe, actual Stara Zagora (Bulgària). La batalla va tenir com a conseqüència la desaparició definitiva dels petxenegs com a poble independent.

## Antecedents
El 1091, els petxenegs havien envaït l'Imperi Romà d'Orient, però van ser derrotats de manera aclaparadora pel pare de Joan II, Aleix I Comnè, a la batalla de Lebúnion. Aquesta derrota va significar l'extinció dels petxenegs que formaven part de l'expedició com a força independent perquè els supervivents masculins van ser reclutats a l'exèrcit romà d'Orient. Tanmateix, alguns grups petxenegs no estaven implicats en aquesta invasió. El 1094, van ser atacats pels cumans i molts d'ells van morir o ser absorbits. No obstant això, hi havia grups que continuaven tenint autonomia.
El 1122, els petxenegs de l'estepa pòntica van envair l'Imperi Romà d'Orient, travessant la frontera del Danubi i penetrant en territori romà. Segons Michael Angold, és possible que la seva invasió fos amb la connivència de Vladímir Monòmac, el governant de Kíev, que anteriorment havia fet servir els petxenegs com a auxiliars. Consta que els oghuz i petxenegs que hi quedaven havien sigut expulsats de Rússia el 1121. La invasió era una amenaça seriosa pel control romà del nord dels Balcans. L'emperador romà d'Orient, Joan II Comnè, estava decidit a combatre els invasors i havia traslladat el seu exèrcit des de la frontera anatòlica (on combatia els seljúcides) cap al nord per repel·lir els petxenegs.

## Batalla
L'emperador romà d'Orient va reunir les seves forces a prop de Constantinoble per enfrontar-se a l'exèrcit dels petxenegs com més aviat millor. Mentrestant, aquests últims havien travessat la serralada dels Balcans i establit un campament prop de Bèroe, a l'actual Bulgària. En un primer moment, l'emperador va oferir un tractat favorable als seus interessos. Els petxenegs van caure en el parany i, com a conseqüència, van ser presos per sorpresa quan els romans d'Orient van llançar de sobte un gran atac contra el seu campament. Els petxenegs van lluitar amb onades d'arquers a cavall que disparaven fletxes contínuament. Es van basar en el seu fort de carros com a punt de reunió, dipòsit de fletxes i punt de darrera defensa. La batalla va ser molt intensa i Joan II va acabar ferit a la cama per una fletxa. No obstant això, els romans d'Orient van acorralar els petxenegs al fort de carros. Aquesta defensa va resultar eficaç i en aquest moment Joan II va dirigir la guàrdia varega, la unitat d'elit dels emperadors romans d'Orient, contra els carros, que va trencar el cercle de defensa. La guàrdia varega, armada amb destrals daneses, va aconseguir encerclar els petxenegs i derrotar-los. La victòria dels romans d'Orient va ser completa i els supervivents petxenegs van ser capturats i allistats en l'exèrcit romà d'Orient.

## Conseqüències
La victòria de l'Imperi Romà d'Orient a Bèroe va suposar la fi de l'amenaça dels petxenegs. Durant un temps, algunes comunitats de petxenegs van romandre a Hongria, però al final van deixar de ser un poble independent i van ser assimilats pels pobles veïns, com els búlgars i els magiars. Per als romans d'Orient, la victòria no va significar una pau duradora. En 1128, els hongaresos van atacar Branítxevo, a la frontera del Danubi. Tot i això, la victòria sobre els petxenegs i més tard els hongaresos va assegurar que una gran part de la península dels Balcans continués sent romana, permetent a Joan II Comnè concentrar-se a expandir el poder i la influència de l'Imperi Romà d'Orient a Anatòlia i Terra Santa.